# کورایس نووس
کورایس نووس (به پرتغالی: Currais Novos) یک شهرستان در برزیل است که در ریو گرانده شمالی واقع شده‌است.